# Antero José Ferreira de Brito
Antero José Ferreira de Brito, primeiro e único barão de Tramandaí, (Porto Alegre, 11 de janeiro de 1787 — Rio de Janeiro, 5 de fevereiro de 1856) foi um militar e político brasileiro.

## Biografia
Filho do médico, Dr. Antero Ferreira de Brito, natural do Rio de Janeiro, e de Bernardina de Azevedo Lima, natural de Porto Alegre. Pertencia à família fundadora da cidade de Três Pontas e arredores, em Minas Gerais, tendo os seus antepassados engenhos na região. Desposou no Recife, em 1826, a sua prima Cândida Ferreira de Brito, natural da Bahia, falecida em 1878. Era tio-avô do barão da Boa Esperança e tio-bisavô do barão de Pontal. Era primo-irmão do comendador Israel Soares de Paiva e da condessa de Porto Alegre, Bernardina Soares de Paiva, segunda consorte do conde de Porto Alegre.
Assentou praça em 22 de novembro de 1808, tendo participado na Primeira Campanha Cisplatina, entre 1811 e 1812 no comando de uma bateria de artilharia, sob as ordens do tenente-general Manuel Marques de Sousa, conde de Porto Alegre. Em 1818 era encarregado de guarda em Castilhos, quando surpreendeu as partidas de La Torre e Pancho, fazendo-os prisioneiros. Terminou a guerra como sargento-mor, nomeado comendador da Imperial Ordem de São Bento de Avis.
Em Porto Alegre, liderou uma tentativa de tomar o governo, em 16 de outubro de 1821, que teria apoio do exército, do vigário geral e da câmara. Entretanto foi denunciado ao governador, o duque de Saldanha, sendo preso e enviado a corte para julgamento. Teve sua prisão relaxada e depois foi enviado a Montevidéu, onde permaneceu de março a 18 de setembro de 1822. Foi agraciado cavaleiro e depois oficil da Imperial Ordem do Cruzeiro.
Em 1823, já como coronel, participou da guerra de independência na Bahia, embarcado na nau Pedro I, combatendo a esquadra portuguesa. Entrou depois na cidade de Salvador com as tropas vitoriosas brasileiras, em 2 de julho de 1823.
Em 1824 seguiu para Pernambuco, com as tropas do duque de Caxias, onde combateu a Confederação do Equador. Depois de ter sido comandante das armas na Bahia, Pernambuco e Rio de Janeiro, já no posto de brigadeiro, foi nomeado em 1832 Ministro da Guerra.
Assumiu como presidente das províncias do Rio Grande do Sul em 5 de janeiro de 1837, durante a Revolução Farroupilha, substituindo a José de Araújo Ribeiro, visconde de Rio Grande, que era amigo e parente de Bento Manuel Ribeiro. Esta substituição fez Bento Manuel pedir demissão do cargo de comandante das armas, tendo depois licenciado a maior parte de sua tropa. Ao ter conhecimento disto Antero partiu para sua captura, mas foi por este supreendido e preso, em 24 de março de 1837. Bento Manuel mudou para o lado dos farroupilhas e Antero foi mantido prisioneiro até 5 de janeiro de 1838, quando foi trocado por Francisco Xavier do Amaral. Já havia sido substituído no governo da província em 1 de abril de 1837.
Foi também presidente da província de Santa Catarina, de 26 de junho de 1840 a 26 de dezembro de 1848, quando assumiu o cargo o vice-presidente Severo Amorim do Vale, que presidiu a província até 6 de março de 1849.
Brigadeiro e ministro da Guerra, foi promovido a tenente-general em 3 de março de 1852, e nomeado conselheiro de Guerra em 3 de julho do mesmo ano.
Recebeu o título nobiliárquico de barão de Tramandaí por carta imperial de 14 de março de 1855. Foi condecorado com a grã-cruz da Ordem de São Bento de Avis, sendo ainda dignitário e grande-dignitário da Imperial Ordem da Rosa. Tinha as insígnias militares da Independência da Bahia, a medalha de Divisão; Boa Ordem: Constância e Bravura, a medalha da Campanha Cisplatina e a medalha Distinção em Combate.
Morreu no posto de comandante de Armas da Corte. Deixou quatro filhos.